# 베르나르 카소니
베르나르 르네 미셸 카소니(프랑스어: Bernard René Michel Casoni, 1961년 9월 4일, 프로방스-알프-코트 다쥐르 지방 칸 ~)는 프랑스의 축구 감독이자 전 프로 선수로, 현역 시절에 수비수로 활약했다. 그는 현역 시절 마르세유에서 주로 활약했고, 프랑스 국가대표팀 일원으로 유로 1992에 참가했다.

## 감독 경력

### 에비앙
2010년 1월, 카소니는 에비앙의 감독으로 취임해 2년 연속 승격을 이룩했다. 그는 샹피오나 나시오날에 속해 있던 1년차에 에비앙을 리그 1위로 올리고 리그 2로 승격시켰다. 2010-11 시즌, 에비앙은 리그 2를 우승하며 2년 연속 승격을 달성하며 2003년 창단 이래 사상 첫 리그 1 승격을 이룩했다. 그는 2012년 1월 2일, 겨울 휴식기 도중 자진하여 사퇴했다.

### 오세르
2014년 3월 17일, 카소니는 2부 리그 강등권과 1점차로 허덕이던 오세르의 감독직에서 해임되었다.

### 비데오톤
2015년 6월 10일, 카소니는 세케슈페헤르바르를 연고로 하는 넴제티 버이녹샤그 I의 비데오톤의 감독으로 취임했다. 2015년 8월 19일, 카소니는 2015-16 시즌 챔피언스리그 경기에서 2무 1패의 성적을 거두고, 넴제티 버이녹샤그 I 5경기에서 4경기 연속으로 패하면서 경질되었다. 카소니가 조기에 구단과 일찍 결별한 사유로 비데오톤의 단장 부르차 죄죄가 사임한 데에서 야기된 것으로 밝혀졌다.
헝가리의 스포츠지 넴제티 스포르트와의 기자 회견에서, 카소니는 비데오톤의 주축 선수들(니콜리치, 칼라타유드, 그리고 샨도르)이 다른 구단으로 떠나고 그들을 대체할 믿음직한 선수가 없었던 데에 실망했다고 밝혔다. 이 기자회견에서 주르초 아담이나 코바치 이슈트반은 떠난 선수들을 대체하기에는 수준이 모자랐다고 덧붙였다.

### 알-코르
2018년 9월 25일, 카소니는 알-코르의 신임 감독으로 취임했다.

## 수상

### 선수
마르세유
- 디비시옹 1: 1990–91, 1991–92
- 유러피언컵 / 챔피언스리그
  - 우승: 1992–93
  - 준우승: 1990–91
- 디비시옹 2: 1994–95

### 감독
비데오톤
- 슈페르코파 준우승: 2015